# Baghela
Els Baghela o Baghel (Vaghela o Baghel) és un clan Raghav (raça) Agnivanshi (descendent del Foc) dels Rajputs. Aquest clan habita als estats de Madhya Pradesh, Gujarat i Uttar Pradesh a l'Índia, i a la província de Panjab al Pakistan.
Serien descendents dels governants d'Anhilwara (Patan) del segle xiii. Un membre de la família va emigrar a l'Índia central on va aconseguir el domini de Bhandhogarh, que fou capital del clan dels Bagheles fins al 1597 quan fou conquerida per Akbar el Gran que finalment va entregar la regió al príncep baghela ara resident a Rewah, que va acceptar una posició de raja servidor d'una deïtat.